# Ovulasteridae
De Ovulasteridae zijn een familie van uitgestorven zee-egels (Echinoidea) uit de orde Spatangoida.

## Geslachten
- Bathyovulaster Smith, 2013 †
- Ovulaster Cotteau, 1884 †